# Condylocuna concentrica
Condylocuna concentrica är en musselart som först beskrevs av F. Bernard 1897.  Condylocuna concentrica ingår i släktet Condylocuna och familjen Condylocardiidae. Inga underarter finns listade i Catalogue of Life.